# قلعة الفيقين
 قلعة الفـيقين تقع في ولاية منح بسلطنة عمان. تقع هذه القلعة في بلدة الفيقين بولاية منح، قام ببنائها الشيخ مسعود بن محمد بن سليمان البوسعيدي عام 1027هـ / 1617م في بداية فترة حكم النباهنة، وتعتبر القلعة لغزاً حقيقياً وسراً من أسرار العمارة العسكرية التقليدية العمانية، فهي قلعة مهيبة و حصينة و شامخة.
وتتكون القلعة من أربعة ادوار تضم مجموعة من الغرف والمخازن ، وعند مدخل القلعة الصغير يوجد بئر ماء يصل عمقه إلى سبعة أمتار وكل دور من أدوار القلعة متصل بالبئر وذلك عن طريق فتحة تصل الدور الرابع بالدور الأرضي وفي كل دور حوض ماء للاستحمام والاغتسال وكل دور يحوي بهوا واسعا، يتصل بالدور الآخر عن طريق سلم ملتو، والمدخل الرئيسي للقلعة يؤدي إلى قسم واحد فقط من أقسام القلعة.